# Trinità d'Agultu e Vignola
Pour les articles homonymes, voir Vignola (homonymie).
Trinità d'Agultu e Vignola est une commune italienne de la province de Sassari, dans la région Sardaigne.

## Administration
| Période                                  | Période | Identité | Étiquette | Qualité |
| ---------------------------------------- | ------- | -------- | --------- | ------- |
|                                          |         |          |           |         |
| Les données manquantes sont à compléter. |         |          |           |         |

### Hameaux
Paduledda, Isola Rossa, Vignola Lu Colbu, Costa Paradiso, Nigoalaeddu

### Communes limitrophes
Aggius, Aglientu, Badesi, Viddalba